# Lycoris
Lycoris war eine Linux-Desktop-Umgebung und ein US-amerikanisches Unternehmen. Lycoris ist griechisch für Dämmerung.

## Firmengeschichte
Joseph Cheek arbeitete zuvor bei Microsoft und Linuxcare. 2000 gründete er Redmond Linux. Ende 2001 ging er mit der „Embedded-systems“-Firma DeepLinux zusammen und nannte seinen Betrieb in Redmond Linux Corporation um. Das erste Betriebssystem hieß: „Redmond Linux Personal“. Im Januar 2002 firmierte das Unternehmen unter dem Namen Lycoris. Das Privatunternehmen hat seinen Sitz in Maple Valley, Washington, USA. Das bekannteste Produkt ist der Lycoris Desktop/LX, basierend auf „Redmond Linux Personal“. Am 16. Juni 2005 wurde bekannt gegeben, dass Lycoris von Mandriva übernommen wurde. Im Anschluss wurde der Lycoris Desktop/LX in Mandriva eingearbeitet und Lycoris als eigenständige Distribution eingestellt.

## Produkte
Lycoris Desktop/LX beruht ursprünglich auf Calderas Workstation 3.1 (Kefk.net: Debian). Desktop/LX bietet Internetzugang, OpenOffice.org-Pakete, Multimedia und mehr. Der Lycoris-Desktop und seine Applikationen sehen absichtlich wie das Microsoft-Produkt Windows XP aus bis hin zum Hintergrundbild (eine Rasenlandschaft mit wolkigem Himmel). Ein Nachteil von Lycoris ist, dass jegliche Entwicklungswerkzeuge grundsätzlich fehlen. Enthalten sind z. B. KDE, ein Foto-Editor, Mediaplayer sowie Mozilla und ein PDA-Synchronisations-Tool für Palm-Geräte. Man vergleiche das Prinzip von Lycoris mit Xandros oder Linspire.

## Versionen
| Version     | Build-Nr. | Datum              |
| ----------- | --------- | ------------------ |
| Amethyst    | Build 43  | 10. Dezember 2001  |
| Update 1    | Build 44  | 11. Januar 2002    |
| Update 2    | Build 46  | 27. Juli 2002      |
| Update 3    | Build 168 | 18. Februar 2004   |
| Version 1.4 | Build 212 | 13. September 2004 |